# 죽은 남자의 휴대폰
《죽은 남자의 휴대폰》(Dead Man's Cell Phone)은 미국에서 활약 중인 동시대 여성 극작가 세라 룰의 희곡이다. 대부분의 극에서 남성에게 주어지는 영적 여행의 기회를 여성에게 부여하는, 그 결과 매우 독특한 여정과 새로운 궤도를 만들어 내는, 그래서 여성성의 새로운 지형을 탐색하고 개척하는 “여성에 관한 연극”이다.
세라 룰의 ＜죽은 남자의 휴대폰＞은 기술정보 시대의 변화하는 사랑, 죽음, 기억의 의미를 블랙코미디와 시적 감수성이 어우러진 독특한 여성적 미학으로 승화시킨 수작이다. 2009∼2010년 미국에서 가장 많이 공연된 10대 희곡 중 2위를 차지할 만큼 예술성은 물론 대중성도 갖추고 있는 작품이다. 호랑이는 죽어서 가죽을 남기고 사람은 죽어서 이름(만)을 남기던 시대는 갔다. 이제 사람들은 죽으면서 거대한 비밀의 문, 휴대폰을 남긴다. 주소도 불분명한 익명의 카페에서 옆자리에 앉아 있던 죽은 남자의 휴대폰을 대신 받게 된 주인공 진은 마치 토끼 굴로 빨려 들어간 “이상한 나라의 앨리스”처럼 신비하고 부조리한 영적 여행을 시작한다. 죽은 남자 고든의 가족을 차례로 만나고, 그의 정부/동료를 만나고, 급기야 지옥까지 가서 고든의 실체와 대면한다. 단계마다−마치 시계 토끼처럼−그녀를 새로운 세계로 인도하고 다른 사람과 연결하는 것은 다름 아닌 “죽은 남자의 휴대폰”이다.